# Ahmed Miitig
Ahmed Miitig ou Maïtik (arabe : أحمد معيتيق), né en 1972 à Misrata, est un homme d'affaires et homme d'État libyen, Premier ministre du 25 mai au 9 juin 2014.

## Biographie
Originaire de Misrata, Ahmed Miitig est élu chef du gouvernement libyen par le Congrès général national le 4 mai 2014, mais son élection fait l'objet de contestations quant à sa validité. Le 5 mai 2014, le Parlement valide son élection, qui est cependant contestée par son vice-président et Miitig prête serment tandis que le président du Congrès général national, Nouri Bousahmein, signe son décret de nomination. Il est investi le 25 mai lors d'une discrète cérémonie, mais le chef du gouvernement sortant refuse de lui céder le pouvoir, alors que le Parlement est divisé en deux factions. Le 27 mai 2014, il fait l'objet d'une attaque. Le 29 mai 2014, le ministre sortant de la Justice déclare que l'élection de Miitig est illégale. Le 3 juin, son gouvernement prend possession du siège du gouvernement. Enfin le 5 juin, son élection est invalidée par la Cour suprême, décision confirmée le 9 juin suivant.
En octobre 2015, il est désigné vice-Premier ministre, puis devient dans la foulée vice-président du Conseil présidentiel.
Le 15 février 2021, il est nommé président par intérim du Conseil présidentiel, faisant fonction pour el-Sarraj,.
Il se revendique comme indépendant.

## Vie privée
Il est le neveu de l'ancien président du Haut Conseil d'État, Abderrahmane Souihli.